# Réseau mondial de synchronisation de données
Le réseau mondial de synchronisation des données ou Global Data Synchronisation Network ou GDSN est un réseau d'entrepôts de données interopérables.
Ce sont les code lieu-fonction (GLN) et code article international (GTIN) qui seront les codes d'identification sur le GDSN.